# Jean-Alfred Desbrosses
Jean-Alfred Desbrosses, dit Jean Desbrosses, né à Paris le 28 mai 1835 et mort dans la même ville le 7 mars 1906, est un peintre, graveur et illustrateur français.

## Biographie
Jean Desbrosses, fils d'un cocher de la rue des Saussaies à Paris, est le frère du sculpteur Joseph Desbrosses et du peintre et graveur Léopold Desbrosses.
Il est l'élève d'Ary Scheffer et d'Antoine Chintreuil, dont il a préfacé un ouvrage qui lui a été consacré, La Vie et l'œuvre de Chintreuil,.
Il fait partie avec Georges de Lafage-Laujol du cénacle de Pont-de-Vaux, animé par le peintre Antoine Chintreuil.
Peintre paysagiste, il a exposé au Salon des artistes français entre 1861 et 1906.
Jean-Alfred Desbrosses meurt dans le 16e arrondissement de Paris le 7 mars 1906.

## Œuvres dans les collections publiques
Les pays, villes et noms d'institutions sont classés par ordre alphabétique, les œuvres par date.

### États-Unis
- Miami, université de Miami, Lowe Art Museum : Soleil couchant, vers 1860, huile sur toile.

### France
- Arras, musée des Beaux-Arts :
  - Torrent en montagne, huile sur toile[7] ;
  - Sous les Vignes, huile sur toile[8] ;
  - Camélias et giroflées, entre 1835 et 1906, huile sur toile[9].

- Carcassonne, musée des Beaux-Arts : Le Mont Cervin, huile sur toile[10].

- Chartres, musée des Beaux-Arts : Le Pas-de-la-Cère (Cantal), huile sur toile 241,3 × 165,8 cm, Salon de 1888[11],[12].

- Clermont-Ferrand, musée d'Art Roger-Quilliot : Le Mont Dore après l'orage, 1887, huile sur toile.

- Lille, palais des Beaux-Arts :
  - Paysanne assise sur le sol, mine de plomb[13] ;
  - Vue prise au mont de Fretin, mine de plomb, gouache[14].

- Paris, palais Cambon : une série des tableaux par Desbrosses représente des vues des ruines du Palais d’Orsay après 1871[15].

- Paris, musée d'Orsay :
  - Effet de neige à la Tournelle, 1871, dessin[16] ;
  - Azalées, 1873, huile sur toile[17] ;
  - La Montée du Petit-Saint-Bernard, vers 1882, huile sur toile[18] ;
  - Madame Desbrosses, 1892, huile sur toile[19] ;
  - Sous les Vignes, entre 1835 et 1906, huile sur toile[20] ;
  - Torrent en montagne, entre 1835 et 1906, huile sur toile[21] ;
  - Sous-bois à Villemont, entre 1835 et 1906, huile sur toile[22] ;
  - Vaches au pâturage, entre 1835 et 1906, huile sur toile[23] ;
  - Le Lac, entre 1835 et 1906, huile sur toile[24].

- Reims, musée des Beaux-Arts :
  - Vaches au pâturage, huile sur bois[25] ;
  - La Gelée blanche, entre 1835 et 1906, huile sur toile[26].

## Galerie
- Champfleury, Grandeur et décadence d'une serinette, 1857[27],[2]

Œuvres de Jean-Alfred Desbrosses
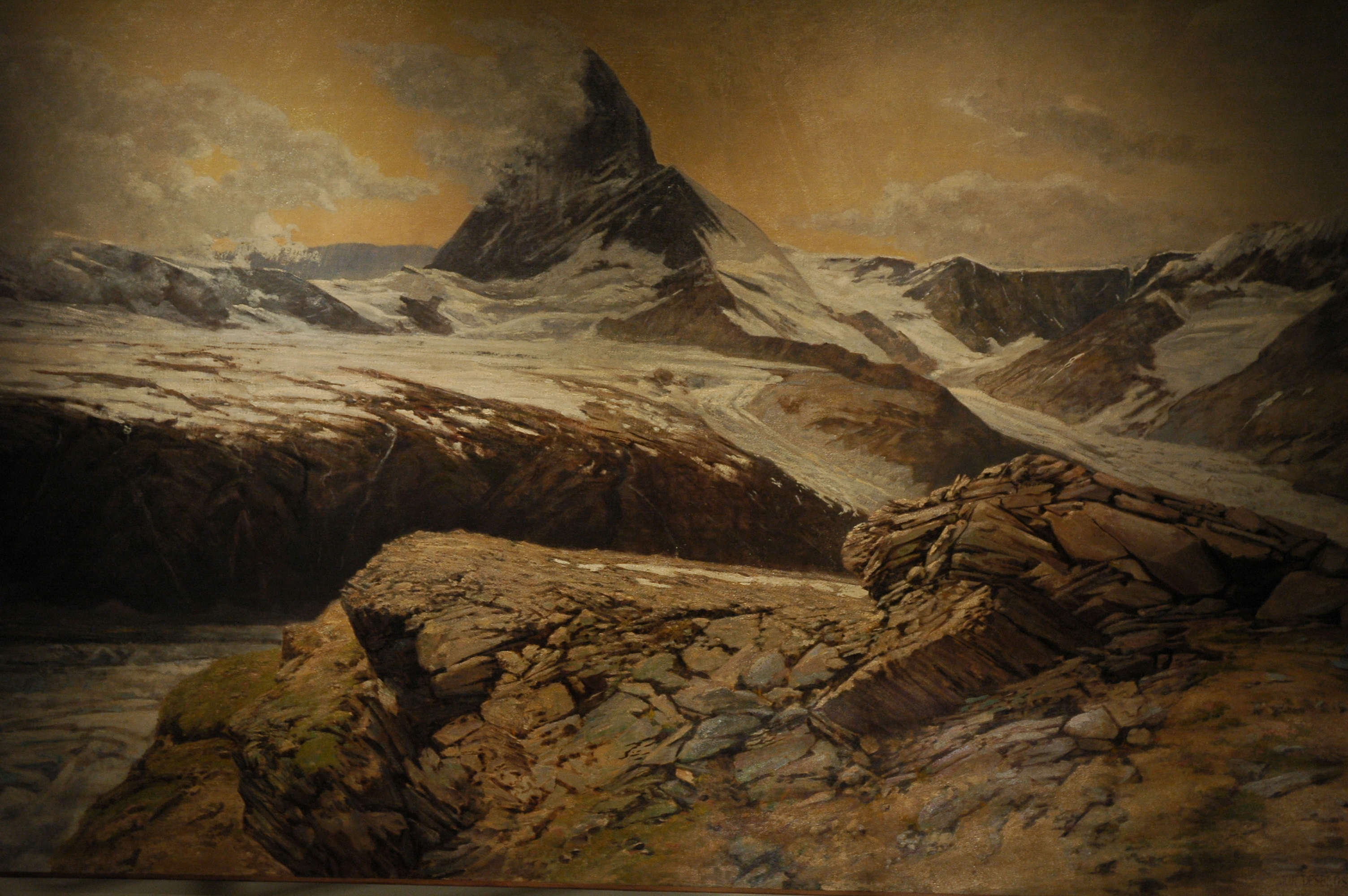
Le Mont Cervin, huile sur toile, musée des Beaux-arts de Carcassonne.
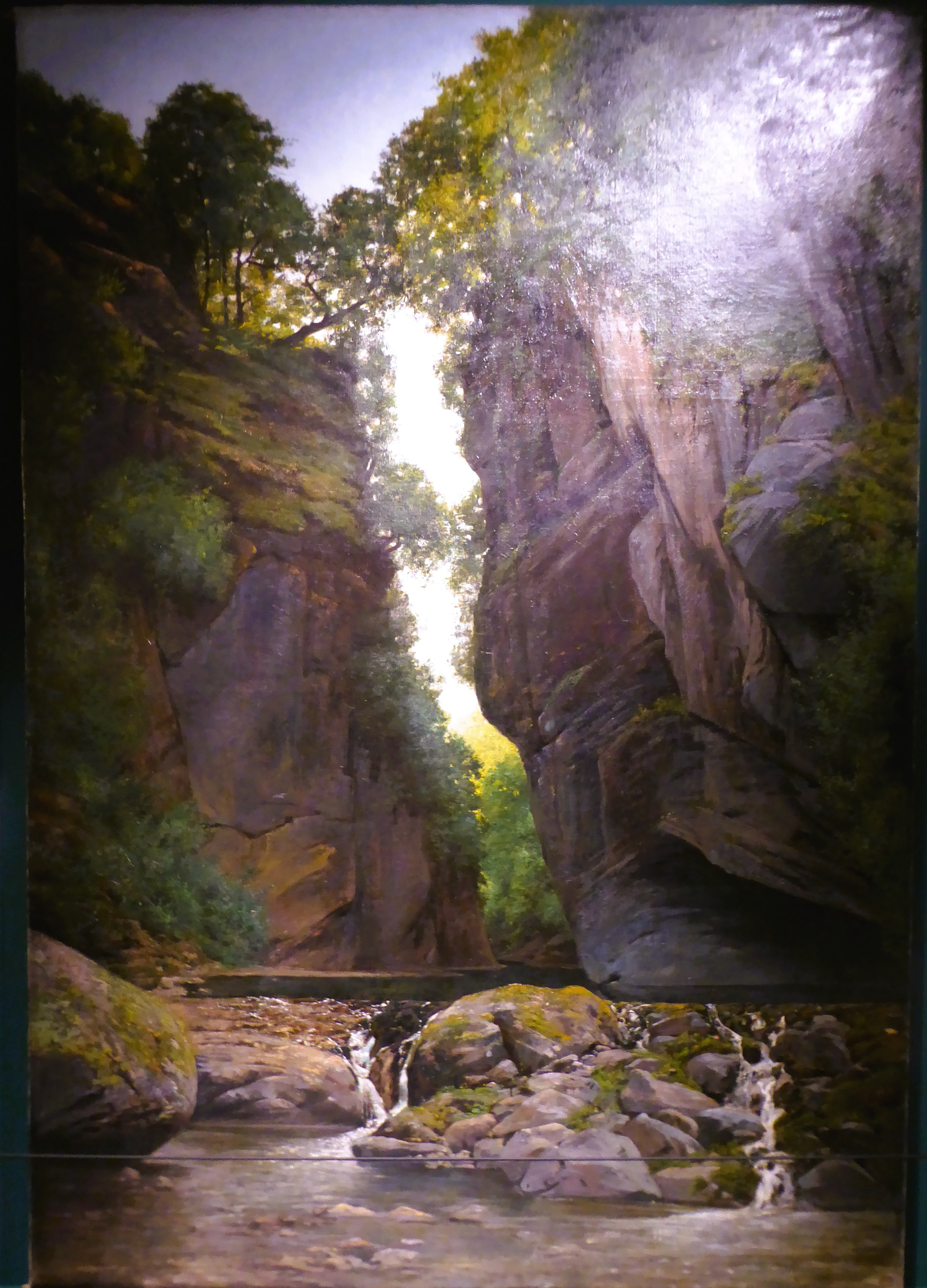
Le Pas-de-la-Cère, 1888, musée des Beaux-Arts de Chartres.
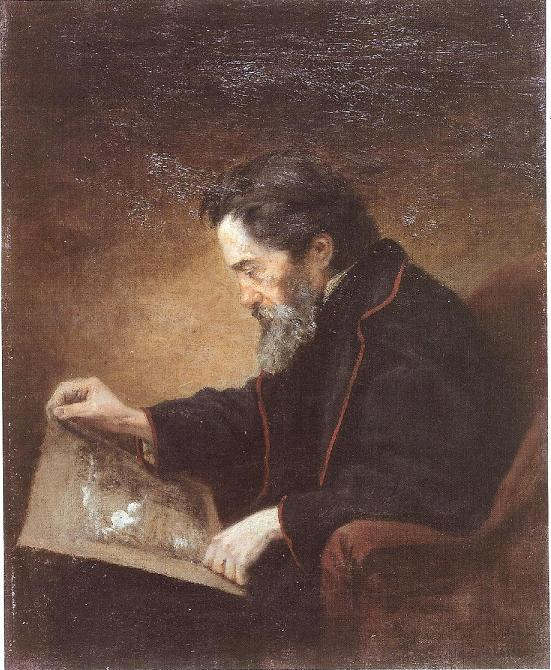
Portrait d'Antoine Chintreuil.